# Antho heterospiculata
Antho heterospiculata är en svampdjursart som först beskrevs av Brøndsted 1924.  Antho heterospiculata ingår i släktet Antho och familjen Microcionidae. Inga underarter finns listade i Catalogue of Life.